# Friedrich Schober
Friedrich Schober (* 4. Oktober 1904 in Grein; † 12. November 1971 in Linz) war ein österreichischer Historiker, der vor allem zur Siedlungs- und Sozialgeschichte im Raum Oberösterreich publizierte.

## Leben
Friedrich Schober arbeitete zuerst unter Hermann Ubell im Oberösterreichischen Landesmuseum, dann als Archivar bei Ignaz Zibermayr im Oberösterreichischen Landesarchiv. Seine erste größere Arbeit entstand 1936 über das Baderwesen in Hallstatt, von wo Schobers erste Gemahlin Viktorine Löcker stammte. Der Zweite Weltkrieg unterbrach Schobers Tätigkeit, weil er als Soldat nach Belgien und Frankreich einrücken musste. Danach brachte er unter schwierigen Bedingungen die Heimatbücher über Unterweißenbach (1948), Königswiesen (1952) und Weitersfelden (1954) heraus. Abgesehen von Zeichnungen für seine eigenen Arbeiten illustrierte er Veröffentlichungen seiner späteren, zweiten Ehefrau Hertha Schober-Awecker und Arbeiten von Georg Grüll.

## Schriften
Seinen Schwerpunkt als Historiker legte Schober auf Burgen-, Siedlungs-, Wirtschafts- und Sozialgeschichte und veröffentlichte Aufsätze teils in Periodika wie beispielsweise in den Mühlviertler Heimatblättern, den Jahrbüchern der Stadt Linz und den Mitteilungen des oberösterreichischen Landesarchivs.
Ausgewählte Publikationen:
- Das Archiv der Stadtpfarre Linz. In: Mitteilungen des oberösterreichischen Landesarchivs. Band 1, Linz 1950, S. 183–191 (ooegeschichte.at [PDF]).
- Zur Geschichte des Bauernaufstandes 1632. In: Mitteilungen des oberösterreichischen Landesarchivs. Band 2, Linz 1952, S. 175–185 (ooegeschichte.at [PDF]).
- Die Linzer Goldschmiede. In: Jahrbuch der Stadt Linz 1953. Linz 1954, S. 131–166 (ooegeschichte.at [PDF]).
- Die Linzer Hafner. In: Jahrbuch der Stadt Linz 1954. Linz 1955, S. 133–157 (ooegeschichte.at [PDF]).
- Die Linzer Hochzeits- und Konduktenprokuratoren. In: Jahrbuch der Stadt Linz 1955. Linz 1955, S. 21–52 (ooegeschichte.at [PDF]).
- Das Gastgewerbe in Freistadt. In: Jahrbuch des Oberösterreichischen Musealvereines. Band 113, Linz 1968, S. 141–152 (zobodat.at [PDF]).